# 楔形千斤顶
楔形千斤顶属于多用途液压类千斤顶，型号有两种，KP-15与KP-35，分别为15吨与30吨。楔形千斤顶针对于缝隙小的设备可推、可向上举升，多用于精密设备、印刷机、数控机床、医疗企业等领域。

## 结构
楔形千斤顶分为千斤顶头部，手动泵，高压油管。千斤顶头总负责顶重物、推移重物；手动泵主要向机千斤顶头总输运液压油，使其获取推动力，起顶力；高压油管负责液压油输送。

## 使用方法
将楔形千斤顶从包装内取出，先进行组装，将手动泵上的高压油管与楔形千斤顶头部连接，注意（两根油管分别连接进油孔与出油孔）拧紧，在确保连接无任何问题后，打开手动泵上的油路控制阀。将楔形千斤顶放到要顶的或要推移的设备或重物下面，最后上下反复压动手动泵的压杆，千斤顶即可工作。